# Аруша (регион)
 Тази статия е за Аруша (регион).  За други значения вижте Аруша.  
Аруша е един от 26-те региона на Танзания. Разположен е в северната част на страната и граничи с Кения. Площта му е 36 486 км², а населението е около 1,3 млн. души (2002) със средна семейна структура 5,4 (1988 г.). Столица на региона е град Аруша. Около 1/3 от територията му се обитава от племената ираку. Освен тях тук живеят и представители на племената аруша (вааруша), вамеру, масаи, паре и други. Вамеру пристигат тук през 17 век, през 1830 г. се заселват вааруша, а през 20 век – и ираку. Градът и областта носят името си от племето аруша, което по-късно е било асимилирано от масаите и по-голямата част от названията в региона са с масайски произход.
Аруша е популярна туристическа дестинация и е център на веригата от места за сафарита в Северна Танзания. Кратерът Нгоронгоро, който привлича над 250 000 туристи през 2004, е разположен в западната част на региона. Наблизо разположените до регион Аруша национални паркове на Танзания са Серенгети (по-голямата част от който се намира в регион Мара), Аруша, Тарангире, Езеро Маняра (в регион Маняра). В този регион се намира и Змийският парк Мизирани, разположен на 25 км западно от град Аруша в непосредствена близост до селището Duka Bovu на пътя Аруша-Серенгети.

## Окръзи
Регион Аруша е разделен на 5 окръга: Нгоронгоро, Арумеру, Мондули, Карату и Аруша.

## Климат
Характерни за града и околността са два сезона – дъждовен и сух. Сухият сезон обхваща периода от месец юни до септември, а дъждовният – от ноември до май. Ноември и декември се характеризират с краткотрайни дъждове, а от март до май валежите са изобилни, като достигат своя връх през месец март. Годишните температури варират от 13 °C до 25 °C. Поради сравнително голямата надморска височина често влажността на въздуха е доста ниска. Валежите варират от 1800 мм годишно в планината Меру до 508 мм за равнините. Преобладаващите ветрове са източни, идващи от Индийския океан, който е на няколкостотин километра от региона.

## Промишленост, икономика и селско стопанство
Регион Аруша обхваща плодороден селскостопански район с умерен климат през цялата година. Тук са разположени кафеени плантации, които дават най-високия добив от хектар за цялата страна. Основните земеделски култури, отглеждани в региона са пшеница и царевица. Отглеждат се още памук, картофи, боб, пиретрум, папая, банани, сизал и слънчоглед. Селското стопанство е от най-голямо значение за поминъка на населението. Поради подходящите климат и почви големи производители на зеленчуци и цветя са организирали отглеждането им в региона и се занимават с износ на висококачествена продукция за Европа. Областта не може самостоятелно да задоволи нуждите на населението от храни и се налага повече от половината от консумацията да се внася от други райони. Общата площ на земята е ограничена, тъй като регионът е сравнително малък. Това води до остър недостиг на обработваема земя и положението се влошава поради бързия темп на нарастване на населението. Съществуват сериозни конфликти във връзка със собствеността и разпределението на земята.
Важна селскостопанска дейност в региона е и животновъдството. В областта има значителни стада от едър рогат добитък, овце и кози. Наблюдава се обаче и значителна миграция на местните животновъди, заедно с животните, към Сингида, Танга, Додома и особено към съседна Кения. Тази миграция се дължи на по-високото плодородие на земите в тези райони, дължащо се на повечето дъждове и по-висококачествените почви. В Кения съществува и по-малък натиск върху земевладелците по отношение на гамата от насажденията, както и по-добри цени на едрия рогат добитък.
Друг много доходоносен отрасъл от икономиката на региона е туризмът. Поради близкото му разположение до най-привлекателните национални паркове и резервати в Танзания, той става център на организирания туризъм в източната част на страната. Голяма част от населението се занимава с различни аспекти от организацията и обслужването на пристигащите. За туристите се предлагат и посещения при различните племена за да се запознаят с техния бит и култура.
Интересен и също много доходоносен отрасъл е и добивът на скъпоценни камъни, тяхната обработка и инкрустацията им към различни бижутерийни изделия. Страната е известна със скъпоценния камък танзанит, който е открит тук през 1967 г. и се добива на хълмовете Мерерани, на 40 км от град Аруша. Цветът му варира от син до сив и лилав. На същото място се добиват още и други варианти на цоизита в различни оттенъци на кафяво, синьо, червено, лилаво. Намират се и светло зелените пренит, дравит, гросулар и диопсид. Край село Лолиондо се добива ярко оранжев спесартин и кианит. В региона се добиват още магнезит, морска пяна, сол, слюда, селитра.

## Транспорт и комуникации
На запад от гр. Аруша има малко национално летище, което се използва за вътрешни линии и от крайбрежната авиация. Регионът се обслужва и от международното летище Килиманджаро, намиращо се на около 60 км от административния център. От двете летища има ежедневни полети до Дар ес Салаам, Занзибар и Найроби.
Град Аруша е свързан с останалите региони с 5 главни пътя – до Найроби, Дар ес Салаам, Танга, Додома, Сингида и Мара. Основните пътища са асфалтирани, частично асфалтирани, или покрити с трошенокаменна настилка. През региона минават 9 автомагистрали, 15 регионални и 170 обслужващи пътища. От градската автогара има ежедневни курсове на рейсовете до Дар ес Салаам, Найроби и още много други градове в Танзания.
Регионът има добри телекомуникационни съоръжения. Те включват 5196 телефонни линии, 144 телекс линии, 300 факсове и пет пощенски станции, предлагащи пълни пощенски услуги. Куриерските услуги са предоставени от DHL и EMS. Интернет мрежата в града също се развива.

## Образование
В регион Аруша има 30 основни училища. Двадесет и четири от тях са държавна собственост, а 6 са частни. Около 1/3 от малолетните деца не ходят на училище. През 1996 г. е имало 22,7% недостиг на броя на класните стаи, а 72,9% от училищата са с неадекватни санитарни възли. В региона има остър недостиг на жилища за учителите. Само 5% от всички учители са имали жилища в близост до работното си място. Липсата на училищни чинове също е сериозен проблем – само 55% от учениците ползват чинове. В региона има само 10 средни училища, три от които са държавни, а останалите – частни. В град Аруша има и един колеж. В Змийския парк Мизирани е изграден образователен център, в който местните масаи имат възможност да се научат да четат и пишат.
Общата грамотност за региона е висока – 91,8% за мъжете и 82,8% за жените. Съществува оборудване за кореспонденция с училищата чрез пощата.

## Здравеопазване
Здравната обстановка в област Аруша, както и в останалата част от региона, се характеризира с чести случаи на болести, пренасяни чрез водата, тежко недохранване и болести, предизвикани от лоши хигиенни условия. Маларията е все още е убиец номер едно, плътно следвана от СПИН.
Регионът има 42 диспансера, от които 41 са частни. Изградени и оборудвани са още 8 здравни центъра и 5 болници. В Змийския парк Мизирани работи безплатна клиника, която обслужва около 1000 души месечно.

## Медии
Радио „Танзания“ (ITR), излъчвано от Дар ес Салаам, се чува в града и региона много добре. Съществуват и две местни радиостанции в град Аруша – Радио FM5 и Радио Tanzanite. Жителите на региона могат да настройват телевизорите си и ловят цифрова телевизия. Някои предприятия и частни жилища имат монтирани сателитни чинии и така могат да гледат много международни телевизии (CNN, BBC и др)
В регионалния център се издава местният вестник „Аруша Таймс“ с периодичност два пъти месечно. Всички вестници, издавани в Дар ес Салаам се предлагат в региона през същия ден. Същото се отнася и до част от ежедневниците и периодичните издания от Кения и в по-малка степен от Уганда, които пристигат тук в деня на излизането им.

## Водоснабдяване и канализация
Регионът има необходимост от около 42 милиона литра вода дневно, а действителната доставка е само около 31 милиона литра. По този начин съществува дефицит от 11 милиона литра. Отделно от недостига на вода, има и проблеми с нейната чистота и безопасността на консумирането ѝ. Регионът се захранва по гравитачен път от водите по склоновете на планината Меру, както и от сондажи. Наблюдава се известно замърсяване на част от подземните води от септичните ями и тоалетните, разположени на по-високите склонове на планината. Канализацията в населените места има проблеми във връзка с безопасността, ефективността и ефикасността на унищожаване на човешки отпадъци и смет. Канализация в Аруша все още изпитва редица проблеми, включително липса на начин за събиране и преработка на твърдите отпадъци, недостатъчно и некачествени септични ями, малко на брой и слабо обслужвани обществени тоалетни и т.н.